# Désiré Robbelein
Désiré Robbelein (De Mokker, 11 november 1918 – 7 juni 2003) was een Belgisch politicus. Hij was burgemeester van Koekelare.

## Biografie
Robbelein was oud-strijder van de Tweede Wereldoorlog. Sinds 1947 zetelde hij in de gemeenteraad. Voor de partij Gemeentebelangen werd hij in 1971 schepen onder burgemeester Polydore Holvoet, toen de gemeente Koekelare bij gemeentelijke fusies net was vergroot met deelgemeenten Zande en Bovekerke. Toen Polydore Holvoet onverwacht overleed, volgde Robbelein hem op 25 april 1972 op als burgemeester. Hij bleef 4,5 jaar burgemeester tot het einde van de legislatuur in 1976, toen hij werd opgevolgd door Lodewijk Jonckheere. Robbelein werd in 1983-1984 nog twee jaar schepen van Openbare Werken onder burgemeester Jonckheere.
Hij was gehuwd met Madeleine Vandepoele.